# 18ª edizione dei Directors Guild of America Award
La 18ª edizione dei Directors Guild of America Award si è tenuta nel corso del 1966 e ha premiato il migliore regista cinematografico e televisivo del 1965.

## Cinema
- Robert Wise – Tutti insieme appassionatamente (The Sound of Music)
- Sidney J. Furie – Ipcress (The Ipcress File)
- Sidney Lumet – L'uomo del banco dei pegni (The Pawnbroker)
- John Schlesinger – Darling
- Elliot Silverstein – Cat Ballou

## Televisione
- Dwight Hemion – My Name Is Barbra
- Alan Handley – The Julie Andrews Show
- Sheldon Leonard – Le spie (I Spy) per l'episodio Affair in T'Sien Cha
- Stuart Rosenberg – Polvere di stelle (Bob Hope Presents the Chrysler Theatre) per l'episodio Back to Back
- George Schaefer – Hallmark Hall of Fame per l'episodio The Magnificent Yankee

## Premi speciali

### Premio D.W. Griffith
- William Wyler